# Andreas Petersen (Kirchenmusiker)
Andreas Petersen (* 1968) ist ein deutscher Kirchenmusiker und Komponist.

## Leben
Ersten Orgelunterricht erhielt Andreas Petersen bei Ralf Otto und Johannes von Erdmann und wurde mehrfach Preisträger bei Jugend musiziert. 1989 begann er das Studium der Kirchenmusik an der Staatlichen Hochschule für Musik und Darstellende Kunst Frankfurt am Main in den Fächern Orgel bei Hans-Joachim Bartsch und Martin Lücker sowie Chor- und Orchesterleitung bei Mathias Breitschaft, Georg Christoph Biller und Hans Jaskulsky. 1995 legte er sein A-Examen ab.
Bereits seit 1989 war Andreas Petersen in verschiedenen Kirchengemeinden als Organist und Chorleiter tätig. 1995 kam er als Kantor an die Evangelische Christuskirche in Mannheim. Hier standen ihm mit der romantischen Steinmeyer-Orgel (IV-96) und der neobarocken Marcussen-Orgel (II-31) zwei bedeutende und stilistisch vielfältige Instrumente zur Verfügung. Er leitete den Bachchor und den Kammerchor sowie die gesamte Kirchenmusik an der Christuskirche.
Im Jahr 2000 spielte er eine CD an den Orgeln der Christuskirche ein. Er gab 2001 Orgelkonzerte in den Vereinigten Staaten und betrieb private Studien im Fach Orgel bei John Weaver.
Seit Oktober 2000 ist Andreas Petersen für die Kirchenmusik in der Evangelischen Friedens-Kirchengemeinde in Düsseldorf und seit Juni 2003 auch in der Immanuelkirche zuständig.

## Werke
- Media vita in morte sumus. Dohr, Köln 2008.
- In Paradisum. Für Sopran und Orgel. Dohr, Köln 2021.